# Skørping Posthus
Skørping Posthus eller Skørping Distributionscenter var indtil 2. februar 2014 et postdistributionscenter på Skørping Center 18 i Skørping. Tidligere var det også et Posthus. Alt postomdeling i 9520 Skørping, 9510 Arden, 9575 Terndrup og 9574 Bælum foregik tidligere med udgangspunkt fra Skørping Posthus, men nu bliver den udelt fra Støvring Posthus. Postbygningen i Skørping blev sat til salg i december 2013.
I 2006 lukkede postekspeditionen i posthuset, og personalet blev virksomhedsoverdraget til en nyindrettet postbutik i Skørping Boghandel på Jyllandsgade. Det skyldtes at færre og færre benyttede posthuset, og det har givet et fald i posthusets omsætning.
Posthusbygningen er bygget i røde teglsten. Byggeriet blev påbegyndt i 1985, og blev indviet i 1986. Posthuset havde indtil lunkingen distributionscenter, pakkebokse og 35 ansatte.

## Historie

### Det første posthus
Byens første posthus blev bygget syd for stationen i 1927, tegnet af arkitekt Einar Packness fra Aalborg.

### Det andet posthus
I 1995 lukkede Terndrup Posthus og de ansatte blev derefter flyttet til Skørping Posthus. I 2011 besluttede Post Danmark at lukke Arden Posthus for at spare penge, størstedelen af de ansatte blev flyttet til Skørping Posthus.